# 고트프리트 슈틸러
고트프리트 슈틸러(Gottfried Stiehler, 1924년 7월 23일 ~ 2007년 12월 3일)은 독일의 마르크스주의 철학자이다. 1981년에서 1989년까지 동독 훔볼트 대학의 마르크스-레닌주의 철학과 역사유물론 분과의 학과장을 지냈다.
슈틸러는 동독의 독일 관념론 사상사 및 헤겔 정신현상학 연구의 최고 권위자였다. 그는 마르크스-레닌주의 철학의 객관-주관 변증법을 전문적으로 연구하였다. 그는 프랑스 유물론보다는 헤겔 철학과의 친화성을 강조하는 바탕 위에서 마르크스주의 철학 연구를 수행하였다.
독일 재통일 이후에는 실증주의, 실용주의, 포스트모더니즘에 대한 마르크스주의적 비판에 주력하였다.

## 대표적인 저서 및 논문
- 《헤겔 ‘정신현상학’의 변증법》 (Die Dialektik in Hegels „Phänomenologie des Geistes“, 1964)
- 《변증법적 모순》 (Der dialektische Widerspruch, 1966)
- 《변증법과 실천》 (Dialektik und Praxis, 1968)
- 《칸트에서 헤겔까지의 관념론》 (Der Idealismus von Kant bis Hegel, 1970)
- 《변증법과 사회》 (Dialektik und Gesellschaft, 1981)
- 《주체의 ‘해체’에 반대한다: 실패한 근대성? 포스트모더니즘 이데올로기에 대한 비판》 (wider die „Dekonstruktion“ des Subjekts: Gescheiterte Moderne? Zur Ideologiekritik des Postmodernismus, 2002)